# Wola Kalkowa
Wola Kałkowa [pronunciación en polaco: /ˈvɔla kau̯ˈkɔva/] es un pueblo ubicado en el distrito administrativo de Gmina Bedlno, dentro del condado de Kutno, Voivodato de Łódź, en el centro de Polonia. Se encuentra a unos 22 kilómetros al sureste de Kutno y a 39 kilómetros al norte de la capital regional Łódź.